# 舘有紀
舘 有紀（たて ゆき、1968年4月2日 - ）は、日本の小説家、内科医。メンタルヘルスも行う。福井県出身。

## 経歴・人物
1968年4月、福井県生まれ。1987年、福井県立藤島高等学校を卒業。1994年、自治医科大学を卒業。福井県立病院などの勤務を経て、1998年からは茨城県東海村立東海病院、石岡市石岡第一病院など茨城県内の病院で勤務。
当初は外科医として胃・大腸などの消化器一般を担当していたが、近年は内科一般およびメンタルヘルスケア（心療内科）に軸足を移している。茨城県のへき地医療支援もする総合医として、体だけではなく心にも目を向けた医療を行う。
医療雑誌などに医療の現場からの発信を続け、エッセイや小説を通じ、「医療のあるべき姿」を追求している。
1998年、『赦しの庭』で第10回日本海文学大賞小説部門大賞（中日新聞北陸本社主催）。1999年、『木漏れ日』でらいらっく文学賞（朝日新聞北海道支社主催）。2005年、幸福の科学文化芸術祭第1回文筆部門で『医療者の心を守る』が入賞。2006年、幸福の科学出版より、『あなたの心を守りたい』を出版。2008年、『ひぐらし』が、ユートピア文学賞に入選。

## 著作物

### 単行本
- 『あなたの心を守りたい - 女性医師が現場でつかんだ心の危機管理術』幸福の科学出版、2006年10月25日、ISBN 978-4-87688-560-2
  - CDブック(Audio Book)『あなたの心を守りたい』出版社：でじじ発行・パンローリング発売、2009年3月23日、ISBN 978-4-7759-2806-6

### 文学著作
- 『赦しの庭』1998年、収録載図書：『日本海文学大賞―大賞作品集 2』日本海文学大賞運営委員会 発行、2007年11月[3]
- 『木漏れ日』1999年[4]
- 『白衣の似合わない日々』1999年[7]
- 『医療者の心を守る』2005年
- 『ひぐらし』2008年[6]

### 医学関係論文・著作
- 『気管支カルチノイドの1例』1995年、肺癌 35(2), 236, 1995-04-20、日本肺癌学会
- 『「自分の心に向き合う」ことの大切さ』子どもの心とからだ : 日本小児心身医学会雑誌 : journal of Japanese Society of Psychosomatic Pediatrics 14 (1) 40 - 41 2005-06-30
- 『よくある医師-患者関係の問題解決のために"何を優先?"--悩みは合理的に解決して,バーンアウトを防ごう! (特集 治療の優先順位はこうつける!--患者のもつ複数のプロブレムへの対応)』羊土社、2008年9月、収録誌『レジデント・ノート』第10巻第6号 pp895 -901、ISSN 13446746

## 受賞歴
- 1998年10月、第10回 日本海文学大賞小説部門 大賞（中日新聞北陸本社主催）『赦しの庭』[3]
- 1999年9月、第20回 らいらっく文学賞 受賞（朝日新聞北海道支社主催）『木漏れ日』[4]
- 1999年11月、第11回 新風舎出版賞 奨励賞『白衣の似合わない日々』[7]
- 2005年7月、幸福の科学文化芸術祭2005 第1回文筆部門 入選 エッセイ『医療者の心を守る…医療者のあるべき姿を目指して』
- 2008年8月、幸福の科学ユートピア文学賞2008 入選 小説『ひぐらし』[6]